# Alex Bodry

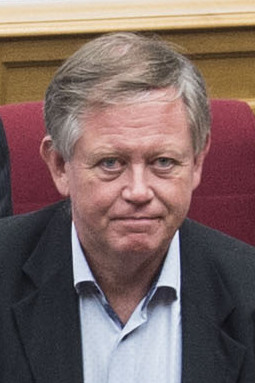
Alex Bodry

Alex Bodry (* 3. Oktober 1958 in Düdelingen) ist ein luxemburgischer Politiker der LSAP.

## Leben
Bodry besuchte die Schule in Esch an der Alzette und studierte anschließend Jura in Paris. Er war als Rechtsanwalt tätig. Bodry gehörte von 1982 bis 1989 dem Stadtrat von Düdelingen an. Von 2004 bis 2014 war er Bürgermeister der Stadt. 1984 wurde er erstmals Mitglied des Parlamentes. Er bekleidete von 1989 bis 1999 verschiedene Ministerposten. Von 2004 bis 2014 war er Vorsitzender der LSAP. Im Januar 2020 gab Bodry sein Abgeordnetenmandat auf, um anstelle von Romain Nati in den Staatsrat zu wechseln, den Sitz im Parlament übernahm als Nachrückerin Simone Asselborn-Bintz.